# Rockinghorse
Rockinghorse je drugi studijski album kanadske pjevačice Alannah Myles. Poznati singlovi s albuma su "Song Instead Of A Kiss", "Our World, Our Times" i "Sonny Say You Will". Album je bio nominiran za nagradu Grammy.

## Popis pjesama
1. "Our World Our Times" - (6:24)
2. "Make Me Happy" - (5:49)
3. "Sonny Say You Will" - (5:07)
4. "Tumbleweed" - (4:38)
5. "Livin' On A Memory" - (5:52)
6. "Song Instead Of A Kiss" - (5:05)
7. "Love In The Big Town" - (4:47)
8. "The Last Time I Saw William" - (4:14)
9. "Lies And Rumours" - (5:06)
10. "Rockinghorse" - (3:01)